# Liste de pierres runiques
Pour un article plus général, voir Pierre runique.
Cette liste de pierres runiques recense les pierres runiques d'Europe (environ 3 000 sur un total de 6 000 unités d'inscriptions runiques), pour la plupart situées en Scandinavie, et principalement en Suède.
Une pierre runique est une pierre dressée comportant une inscription en runes, mais le terme peut également s'appliquer à des inscriptions sur des rochers ou même sur le substrat rocheux.
La tradition des pierres runiques a débuté au IVe siècle et a perduré jusqu'au XIIe siècle.

## Pierres runiques en futhark récent

### Suède
La Suède compte entre 1700 et 2500 pierres runiques (selon la définition).

#### Groupes de pierres
- Pierres runiques varègues
- Pierres runiques d'Ingvar
- Pierres runiques de Serkland
- Pierres runiques grecques
- Pierres runiques vikings
- Pierres runiques de Jarlabanke
- Pierres runiques de Järsberg
- Pierres runiques de Siegfried

#### Hälsingland
- Inscription runique de Hälsingland

#### Jämtland
- Frösöstenen

#### Medelpad
- Pierre de Bure

#### Östergötland
- Pierre runique de Högby
- Pierre runique de Kälvesten
- Pierre de Ledberg
- Pierre runique de Rök (plus longue inscription runique du monde)

#### Skåne
- Pierre runique de Sjörup

#### Uppland
- Pierre runique de Hovgården (U 11)
- Pierres runiques de Färentuna (U 20, U 21 et U 22)
- Pierres runiques de Broby bro (U 135, U 136 et U 137)
- Pierres runiques de Hagby (U 152, U 153, U 154 et U 155)
- Pierres runiques de Lingsberg (U 240, U 241 et U 242)
- Inscription runiques de Hargs bro (U 309, U 310 et U 311)
- Pierres de Snottsta et Vreta (U 329, U 330, U 331 et U 332)
- Pierre runique de Granby (U 337)
- Pierre runique de Vaksala (U 961)

#### Västergötland
- Pierre runique de Sparlösa

### Scandinavie (hors Suède)

#### Danemark
Le Danemark compte environ 250 pierres runiques, dont :
- Pierres de Jelling
- Pierre de Snoldelev
- Pierre de Sørup

#### Norvège
La plupart des 50 pierres runiques répertoriées datent du XIe siècle.
- Pierre runique de Fåberg
- Pierre runique de Granavollen
- Vang stone
- Dynna stone
- Pierre de Svingerud (en) (IIIe siècle)

### Atlantique nord

#### Groenland
- Pierre runique de Kingigtorssuaq

#### Île de Man
- Pierres runiques mannoises

#### Îles Féroé
- Pierre runique de Fámjin
- Pierre runique de Kirkjubøur
- Pierre runique de Sandavágur

### Reste de l'Europe

#### Allemagne
- Pierres de Hedeby

#### Italie
- Lion du Pirée, Venise (vandalisme du XIe siècle, la statue datant du IIe siècle)

#### Pologne
- Île de Wolin, musée de Wolin

#### Ukraine
- Pierre runique de Berezan (seule pierre runique mise à jour en Europe de l'Est)